# П'єр Бугер
П'єр Буге́р (фр. Pierre Bouguér; 16 лютого 1698, Ле-Круазік — 15 серпня 1758, Париж) — французький фізик і астроном, засновник фотометрії. Відомий працями з теорії корабля, геодезії, гідрографії та інших галузей знань. Розробив методи вимірювання сили світла. Встановив закон ослаблення світла (закон Бугера — Ламберта — Бера).

## Біографічні дані
П'єр Бугер народився в місті Ле-Круазік (історична область Нижня Бретань) у сім'ї Жана Бугера і Франсуази Жоссо. Батько зробив винятково великий вплив на формування особистості сина. Жан Бугер був «королівським професором гідрографії», що відповідало посадовим особам на морській службі, які мали право на викладання. Він був видатним для свого часу знавцем морської справи, добре знав фізику і математику. Написаний ним повний курс навігації витримав два видання (1698 і 1706 рр.).
П'єр навчався в єзуїтському колегіумі — закритому навчальному закладі з шестирічним терміном навчання, причому показав особливі здібності до точних наук. Він ще не закінчив навчання, коли помер батько, залишивши йому і братові скромний маєток. Після суворого іспиту п'ятнадцятирічний П'єр отримав посаду, яку обіймав батько. Одночасно з викладанням він продовжував поповнювати свої знання фізики, астрономії і морської справи. Великий вплив на подальшу долю Бугера зробило знайомство з працями, а потім і особисте знайомство з відомим фізиком і математиком Жаном-Жаком Дорту де Мераном (1678–1771), членом Французької академії наук і першим обраним почесним членом Петербурзької академії наук. Під його впливом Бугер провів перші свої дослідження і опублікував перші свої наукові праці.
У 1730 році Бугер був переведений королівським гідрографом до Гавру. У 1731 році Французька академія прийняла його до свого складу зі званням «приєднаного» (що можна приблизно порівняти з нинішнім званням члена-кореспондента), а на початку 1735 року ввела у свій основний склад (так званих довічних «членів-пенсіонерів»).
У 1735 році Академія наук вирішила відправити дві експедиції — одну в екваторіальну Америку (в Перу), іншу до полярного кола, в Лапландію, з метою визначення довжини градуса меридіана в як можливо найвіддаленіших за широтою точках і таким чином експериментально вирішити питання — чи відхиляється форма Землі від сфери. Опублікована Бугером за рік до цього робота про форму Землі сприяла призначенням його одним з керівників експедиції в Перу. Другим був призначений Шарль Марі де ла Кондамін, член Академій в Парижі та Берліні, астроном і досвідчений мандрівник. Північна експедиція виявилася відносно короткою — вона тривала 15 місяців. Експедиція південної групи тривала багато років, проходила у надзвичайно складних гірських умовах і, до того ж, неодноразово піддавалася нападам місцевого населення.
У результаті ретельних вимірів було отримано, що довжина 1° на екваторі становить 110,6 км (56748 туаз). Спільно з результатами північної експедиції, що отримала для 1° величину 111,9 км (57 422 туаз) ці вимірювання дозволили підтвердити гіпотезу про форму Землі як сфероїда. На честь цієї події була навіть викарбувана медаль, на якій зображений Бугер, що спирається на земну кулю і злегка її сплющує.
Бугер повернувся до Франції в червні 1744 року. Досвід тривалих морських переходів сприяв проведенню ним нових досліджень у корабельній справі та навігації.
Останні два роки життя, будучи вже тяжко хворим, Бугер працював над своїм найвідомішим твором — «Оптичним трактатом про градацію світла», істотно переробленим і доповненим в порівнянні з виданим в 1729 році «Дослідженням градації світла» У серпні 1758 року він відвіз рукопис видавцеві, але побачити його надрукованим йому вже не довелося. Через кілька днів після поїздки, 15 серпня 1758 Бугер помер.

## Наукові здобутки
У своїй першій роботі Бугер вирішив одну з фотометричних задач, поставлених Ж. Ж. де Мераном у 1721 році — про оцінку прозорості атмосфери шляхом вимірювання світла від Сонця при різних його висотах. Використовуючи єдине доступне йому джерело порівняння — калібровані свічки, Бугер знайшов спосіб порівняння освітлення від небесних світил і, зокрема, визначив, що світло повного Місяця в 300 тисяч разів слабше від світла Сонця при однаковій їх висоті над горизонтом. Робота «Порівняння сили світла Сонця, Місяця і багатьох свічок» була опублікована лише через декілька років (у 1726 році) — позначилася його відірваність від Парижа та від Академії наук.
Меран сприяв появі й декількох наступних праць Бугера, виконаних на теми від Академії наук. Три з них отримали премії Академії — «Про корабельні щогли», «Про найкращий метод спостереження висоти зірок над рівнем моря», «Про найкращий метод слідкування за коливаннями компаса в морі». Посада, яку займав Бугер і зумовила подальші його інтереси — фотометрія, морська справа, астрономія.
У 1729 році Бугер опублікував книгу «Дослідження градації світла», яка є продовженням його роботи 1726 року. Тут він запропонував способи вимірювання ослаблення світла при проходженні його через атмосферу і морську воду. Він став першими з відомих вчених, який написав про основоположний закон фотометрії, що зараз відомий як закон Бугера — Ламберта — Бера.
У 1734 році він опублікував теоретичну роботу «Порівняння двох законів, яким Земля та інші планети повинні підпорядковуватись щодо форми фігури, яку вони набувають під впливом сили тяжіння».
Під час морської експедиції (1735–1744 рр.) Бугер провів цілу низку досліджень. Так, він провів спостереження на різних висотах астрономічної і земної рефракції. Визначив, що під впливом тяжіння висок відхиляється в бік гори (згаслий вулкан Чимборасо) майже на 8". Вимірювання дальності видимості покритої снігом вершини Чимборасо дозволили йому оцінити величину розсіювання світла повітрям. Він неодноразово піднімався з барометром і термометром на висоту понад 4,5 км з метою вивчити зміну тиску і температури з висотою. Детальний опис проведених експериментів міститься в його книзі «Форма Землі, отримана за спостереженнями панів Бугера і де ла Кондаміна». Окрім безпосередньо результатів вимірів, він включив у цю працю детальні описи самої подорожі, країн, в яких велися спостереження, і народів, що їх населяли.
Після повернення з морської подорожі Бугер опублікував роботи з корабельної справи і навігації «Трактат про корабель, його конструкція та рух», «Нова конструкція лага» і велику працю «Новий твір по навігації, що містить теорію і практику штурманського мистецтва» (три французькі видання — у 1753, 1761 і 1792 рр., чотири у перекладі російською — у 1764, 1785, 1799 і 1802 рр.).
У подальшому Бугер виконав ряд робіт з оптики, астрономії, навігації, геодезії, механіки. Серед них дослідження з фотометрії, вимірювання паралакса Місяця, розширення повітря, вимірювання довжини градуса меридіана між Парижем і Ам'єном та інші. У 1757 році виходить чергове його керівництво з управління кораблем.
Остання книга «Оптичний трактат про градацію світла» вийшла у 1760 році вже після смерті автора.